# Costantino Angelo
Costantino Angelo (in greco Κωνσταντῖνος Ἄγγελος?; 1093 circa – dopo il 1166) è stato un aristocratico bizantino che sposò Teodora unendosi con la dinastia dei Comneni e fu comandante militare durante il regno Manuele I Comneno, servendo nei Balcani occidentali e settentrionali e come ammiraglio contro i Normanni, presso la cui capitale Palermo fu in principesca detenzione per pochi anni. Fu il fondatore della dinastia degli Angeli, che governò l'Impero bizantino nel 1185-1204 e fondò e governò il Despotato d'Epiro (1205-1318) e l'Impero di Tessalonica (1224-1242/46).

## Biografia
Costantino nacque intorno al 1093 circa da una famiglia non meglio precisata facente parte dell'aristocrazia locale di Filadelfia. Il cognome della famiglia, "Angelos", è comunemente ritenuto derivare dalla parola greca per "angelo", ma tale origine è raramente attestata in epoca bizantina, ed è possibile che il nome derivi invece da A[n]gel, un distretto vicino ad Amida nell'Alta Mesopotamia. La storica Suzanne Wittek-de Jongh ha ipotizzato che Costantino fosse figlio di un certo patrikios Manuele Angelo, i cui possedimenti nei pressi di Serres sono stati attestati da una crisobolla dell'imperatore Niceforo III (r. 1078-1081), ma questo è considerato improbabile da altri studiosi.
Nonostante la sua origine umile, Costantino era, a quanto si dice, coraggioso ed estremamente bello, e riuscì a conquistare il cuore di Teodora Comnena (nata nel 1097), quarta figlia dell'imperatore Alessio I Comneno (r. 1081-1118) e di Irene Ducas. Teodora era già stata sposata una volta, con Costantino Courtice, ma il marito era morto senza aver avuto figli. Il matrimonio avvenne probabilmente nel 1122 circa, certamente dopo la morte di Alessio I; l'imperatrice Irene apparentemente lo disapprovò e sembra che abbia inasprito i suoi rapporti con Teodora, che è elencata per ultima e con le disposizioni meno favorevoli nel typikon che Irene concesse al monastero della Kecharitomene.
Il matrimonio di Costantino lo fece uscire dall'oscurità e gli conferì il titolo di sebastohypertatos, una delle più alte cariche bizantine, conferita ai mariti delle figlie minori di un imperatore. La carica potrebbe essere stata creata appositamente per Costantino, dato che è uno dei primi due titolari registrati. Le sue attività durante il regno del fratello di Teodora, Giovanni II Comneno (1118-1143), sono sconosciute, ma egli, come i suoi fratelli, Nicola, Giovanni e Michele, godette del favore del figlio e successore di Giovanni, Manuele I Comneno (1143-1180). Il titolo di sebastohypertatos fu conferito ai mariti delle figlie minori degli imperatori. Il 26 febbraio 1147 partecipò al sinodo delle Blachernae che depose il patriarca Cosma II Attico, occupando il quarto posto dietro l'erede designato, il despota Bela-Alessio, il cesare Giovanni Ruggero Dalasseno e il panhypersebastos Stefano Contostefano. Nell'estate del 1149, accompagnò l'imperatore Manuele nella sua campagna in Dalmazia. Dopo che Manuele catturò la fortezza di Razon, Costantino fu lasciato a guardia dell'area e lanciò una spedizione nella valle del Nišava.
Nel 1154, mentre Manuele si preparava alla guerra contro Guglielmo I di Sicilia, affidò allo zio il comando della flotta bizantina e gli ordinò di recarsi a Monemvasia, dove attendere ulteriori rinforzi. Costantino, tuttavia, fu convinto dai suoi astrologi che se avesse attaccato i siciliani avrebbe vinto. Disobbedendo agli ordini dell'imperatore, procedette a intercettare una flotta siciliana molto più numerosa, di ritorno da un'incursione contro l'Egitto fatimide. Nello scontro che ne seguì, i Bizantini furono sconfitti e la maggior parte delle loro navi fu catturata. Suo fratello Nicola riuscì a fuggire con una manciata di navi, ma Costantino fu catturato e imprigionato a Palermo fino al 1158, quando Manuele concluse un trattato di pace con Guglielmo.
Nel giugno o luglio 1166, l'imperatore Manuele incaricò lui e Basilio Tripsico di riparare e rafforzare le fortificazioni di Zemun, Belgrado e Niš e, in generale, di rafforzare la frontiera di Bisanzio con l'Ungheria lungo il Danubio centrale. Come parte di questo processo, organizzò il reinsediamento di Braničevo. La data della sua morte è sconosciuta; la moglie forse lo precedette, dato che è menzionata per l'ultima volta nel 1136.

## Discendenza
Attraverso il matrimonio con Teodora, Costantino ebbe sette figli, tre maschi e quattro femmine. Attraverso i suoi figli, Costantino fu il capostipite della dinastia degli Angeli, che produsse tre imperatori bizantini nel 1185-1204, nonché della dinastia "Angelo Comneno Ducas" che governò sull'Epiro e su Tessalonica nei secoli XIII-XIV.
- Giovanni Ducas (1125/27 circa - 1200 circa), ebbe diversi figli da uno o due matrimoni e un figlio illegittimo. Quest'ultimo, Michele Comneno Ducas (1205-1214/15), avrebbe fondato il Despotato d'Epiro e gli sarebbero succeduti i fratellastri[17].
- Maria Angelina (nata nel 1128/30 circa), sposò Constantino Camytzes, dal quale ebbe diversi figli, tra cui Manuele Camytzes[18].
- Alessio Comneno Angelo (nato nel 1131/32 circa), sposato e padre di un figlio[19].
- Andronico Ducas Angelo (1133 circa - prima del settembre 1185), sposò Eufrosina Castamonitissa, dalla quale ebbe nove figli, tra cui gli imperatori Isacco II Angelo (r. 1185-1195, 1203-1204) e Alessio III Angelo (r. 1195-1203)[20].
- Eudocia Angelina (nata nel 1134 circa), sposò Basilio Tzykandeles Goudeles. La coppia non ebbe figli[21].
- Zoe Angelina (nata nel 1135 circa), sposò Andronico Sinadeno. La coppia ebbe diversi figli, i cui nomi non ci sono stati tramandati[22].
- Isacco Angelo Ducas (nato nel 1137 circa), si sposò ed ebbe almeno quattro figli[23], tra cui l'usurpatore senza successo Costantino Angelo Ducas.

## Identificazione
A partire da Du Cange, molti storici precedenti hanno distinto tra due persone con questo nome, poiché le fonti riportano che un nobile minore di nome Costantino Angelo, originario di Filadelfia, sposò la quarta figlia di Alessio I Comneno e ricevette il titolo di pansebastohypertatos, mentre il Costantino Angelo, zio di Manuele I e attivo durante il regno di quest'ultimo, è registrato nelle fonti come sebastohypertatos. Tuttavia, nel 1961 Lucien Stiernon ha dimostrato che le due persone sono in realtà la stessa, con il pansebastohypertatos che è solo un aumento retorico del titolo proprio.